# Museo Lone Star Flight
El Museo Lone Star Flight (en inglés: Lone Star Flight Museum) está ubicado en Galveston, Texas en los Estados Unidos, es un museo aeroespacial que muestra más de 40 aviones de importancia histórica y muchos cientos de artefactos relacionados con la historia de la aviación. La colección del museo es rara porque la mayoría de los aviones son operables. Situado al lado del aeropuerto internacional de Scholes en Galveston, Schlitterbahn Galveston Island Waterpark y Moody Gardens, el museo se encuentra en cerca de 100.000 pies cuadrados (10.000 m²) de terreno, incluyendo su propia pista de aterrizaje. El museo se encuentra en  proceso de traslado a Houston para evitar una repetición de la devastación sufrida durante el huracán Ike.
El museo comenzó como una colección privada de aviones históricos en 1985. Para 1990, esa colección había crecido lo suficiente para que su dueño decidiera colocarlos en exposición pública. El Museo de Lone Star, es una organización sin fines de lucro financiada en su totalidad a través de donaciones privadas, pues fue formado para tal fin.